# Dolní Vinice
Dolní Vinice je vesnice, část obce Kly v okrese Mělník ve Středočeském kraji. Nachází se asi 1,5 kilometru severně od Kel. Vesnice leží na pravém břehu Labe. Prochází zde silnice I/9. Je zde evidováno 99 adres. Počet obyvatel je neuveden
Dolní Vinice leží v katastrálním území Kly o výměře 7,88 km².

## Historie
O této části obce Kly není známo příliš mnoho písemných informací. Na území Dolních a Hořeních Vinic se kdysi pěstovalo převážně víno, časem se některé vinice zrušili a dnes tam stojí domy.
Dolní Vinice vznikla k 28. březnu 2001 jako část obce Kly v okrese Mělník.

## Obyvatelstvo
| Rok            | 1869 | 1880 | 1890 | 1900 | 1910 | 1921 | 1930 | 1950 | 1961 | 1970 | 1980 | 1991 | 2001 | 2011 | 2021 |
| -------------- | ---- | ---- | ---- | ---- | ---- | ---- | ---- | ---- | ---- | ---- | ---- | ---- | ---- | ---- | ---- |
| Počet obyvatel | 0    | 0    | 284  | 271  | 321  | 0    | 253  | 0    | 0    | 400  | 422  | 378  | 367  | 193  | 208  |
| Počet domů     | 0    | 0    | 46   | 56   | 65   | 66   | 63   | 0    | 0    | 122  | 135  | 155  | 152  | 80   | 85   |

## Podniky
V Dolních Vinicích se v roce 2014 provozují následující podniky:
- Truhlářství
- Truhlárna
- Bazar
- Kočárky
- Koupelny Ptáček